# IC 4041
IC 4041 ist eine elliptische Galaxie vom Hubble-Typ E5 im Sternbild Coma Berenices am Nordsternhimmel. Sie ist schätzungsweise 318 Millionen Lichtjahre von der Milchstraße entfernt und hat einen Durchmesser von etwa 35.000 Lj. Die Galaxie gilt als Mitglied des Coma-Galaxienhaufens Abell 1656.

Im selben Himmelsareal befinden sich u. a. die Galaxien NGC 4908, IC 4033, IC 4040, IC 4042.
Das Objekt wurde am 8. Mai 1896 von Hermann Kobold entdeckt.